# Resolució 1651 del Consell de Seguretat de les Nacions Unides
La Resolució 1651 del Consell de Seguretat de les Nacions Unides fou adoptada per unanimitat el 21 de desembre de 2005. Després de recordar resolucions anteriors sobre la situació al Sudan, particularment les resolucions 1556 (2004) i 1591 (2005), el Consell va ampliar el mandat d'un grup d'experts que vigilés les sancions i violacions dels drets humans a la regió del Darfur fins al 29 de març de 2006.

## Observacions
El Consell de Seguretat va destacar el seu compromís amb la pau al Sudan, l'aplicació de l'Acord de Pau Complet i el final de les violacions a la regió de Darfur. Va subratllar la necessitat de respectar els elements de la Carta de les Nacions Unides, inclosos els relatius a la Convenció sobre privilegis i immunitats.

## Actes
La resolució, promulgada en virtut del Capítol VII de la Carta de les Nacions Unides, va ampliar el grup d'experts establert a la resolució 1591 (2005) fins al 29 de març de 2006 i li va demanar que informés sobre l'aplicació de les sancions i observacions sobre drets humans.